# Wil Mannesse
Willebrordus Henricus "Wil" Mannesse (Heerlen, 14 april 1923) is een Nederlands schrijver. Mannesse is schrijver van een rond de bevrijding in Zuid-Limburg (Nederland) spelende novelle en roman. 

## Biografie
Wil Mannesse groeide op in Heerlen en bezocht er de lagere en middelbare school. Meer belangstelling dan voor de leervakken kregen van hem de gebeurtenissen in de Tweede Wereldoorlog. Onbegrip wat betreft de menselijke situatie leidde tot onderzoek dat weer groter ongebrip met zich meebracht. Hieruit ontwikkelde zich later de inspiratie van zijn eerste twee gepubliceerde boeken, Bevrijdingsdag en Verloren Paradijs.
Wil Mannesse begon al op zijn achtste met schrijven. Nadat zijn broer dat ontdekte en ervoor zorgde dat de buurtkinderen hem plaagden met zijn schrijfambities, verscheurde hij zijn werk. Rond zijn veertiende pakte hij echter de draad weer op en schreef gefantaseerde kronieken over zelfbedachte landen en volken.
Na de bevrijding van zijn woonplaats door de Amerikanen op 17 september 1944 vervulde hij diverse functies bij paramilitaire organisaties. Zo was hij verbindingsman van de Stoottroepen bij de 29e Amerikaanse infanteriedivisie en werkte hij korte tijd bij het Supreme Headquarters Allied Expeditionary Force. Hij was in dienst bij de Koninklijke Landmacht. Uiteindelijk belandde hij op het hoofdkwartier van de Nederlandse strijdkrachten in Apeldoorn. In het voorjaar van 1946 zwaaide hij af als militair.
Aansluitend haalde Mannesse zijn onderwijsachterstand in. Een particuliere leraar stoomde hem klaar voor de akte MO Geschiedenis, die hij in 1949 behaalde. Een loopbaan als leraar geschiedenis begon en voerde hem langs diverse middelbare scholen in Delft, Rooterdam en Den Haag. Vanaf 1969 was hij (eerst parttime, later fulltime) verbonden aan het Algemeen Pedagogisch Studiecentrum in Amsterdam.
Tijdens zijn bestaan als leraar en onderwijsdeskundige kwam er niets meer van fictie schrijven. Toen hij in de jaren zeventig de pen weer oppakte, werden de gebeurtenissen rond de bevrijding van Zuid-Limburg en in de periode die erop volgde als verbbindingsman voor hem een belangrijke inspiratiebron.
Uiteindelijk volgden drie publicaties: Bevrijdingsdag, Verloren Paradijs en Het Beekdal. In augustus 2007 verscheen Grégoire en Gabriëlle.